# 761e Tank Battalion
Pour les articles homonymes, voir Black Panthers.

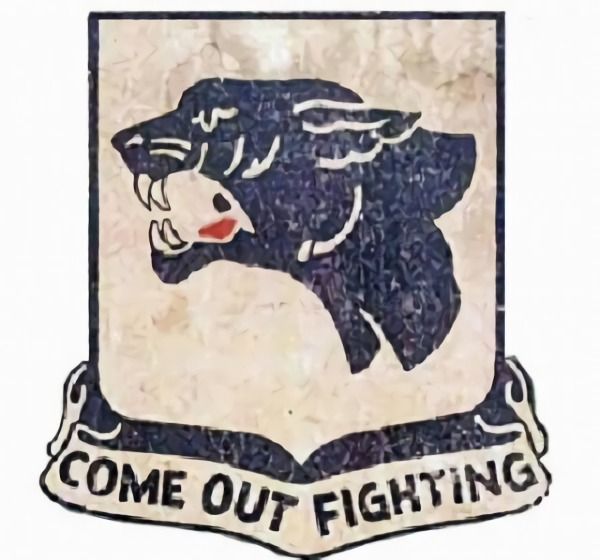
Insigne du Tank Battalion.

Le 761e Tank Battalion (761st Tank Battalion), dit Black Panthers d'après leur insigne, était un bataillon de chars de combat de l'armée de terre américaine pendant la Seconde Guerre mondiale.

## Historique
L'unité a été l'un des trois bataillons affectés auprès du 5e Tank Group. L'unité était composée entre 1942 et 1946 de soldats noirs. Paul L. Bates fut l'un des commandants notables du bataillon, de même que le sportif Jackie Robinson qui en fut l'un des soldats. Mais arrivé trop tard sur le continent il ne participa pas aux combats. Il quitta, dégouté, l'armée en 1947.
La devise du bataillon était Come out fighting (« Allez vous battre ! »).
Le bataillon a notamment participé à la bataille des Ardennes.
En mai 1945, le bataillon participa à la libération du sous-camp de Gunskirchen, qui dépendait de Mathausen.
Ce bataillon serait l'inspiration du nom du super-héros la Panthère noire par Stan Lee et Jack Kirby.